# Porcjusz Festus
Porcjusz Festus (zm. 62) – rzymski ekwita i prokurator Judei od ok. 58 do 62.

## Namiestnik Judei
Został wyznaczony przez cesarza Nerona na stanowisko rzymskiego namiestnika Judei po Antoniuszu Feliksie. Objął urzędowanie wiosną ok. 58. Festus musiał stanąć w obliczu konfliktu w Cezarei, który zaczął się za kadencji jego poprzednika, a dotyczył kwestii praw obywatelskich między syryjskimi Grekami a Żydami. Obie strony żądały miasta dla siebie - Żydzi dlatego, że założycielem miasta był Herod Wielki, a Syryjczycy opierali się na fakcie, że stanowili większość mieszkańców. Feliks ostatecznie odesłał sprawę do Rzymu, do decyzji Nerona. W wyniku tego wybuchł spór, który stał się jedną z głównych przyczyn powstania Żydów przeciwko Rzymianom w 66.
W tym czasie Judea była trapione przez plagę rozbójników. Festus próbował ich powstrzymać, ale jedynie z częściowym skutkiem. Najwięcej zaś rozpanoszyli się sykariusze, którzy potrafili w dni świąteczne zabijać kogo chcieli i wpadać z bronią do wsi swoich wrogów rabując je i podpalając. Pewien nieznany z imienia oszust omamił ludność, obiecując ocalenie i wybawienie od nieszczęść, jeśli udadzą się z nim na pustynię. Festus posłał oddział jazdy i piechoty przeciwko niemu. Wysłani żołnierze zabili go i wszystkich tych, którzy za nim poszli.
Około tego samego czasu król Herod Agryppa II wystawił ogromną jadalnię w pałacu jerozolimskim i spoglądał stąd co działo się w świątyni. Przedniejsi mieszkańcy stolicy oburzali się tym ponieważ ojczysty obyczaj zabraniał tego. Zbudowali więc mur wznoszący się nad salą zebrań, która znajdowała się w wewnętrznej części świątyni. Mur ten nie tylko zasłaniał widok z jadalni królewskiej, ale też z zachodniego krużganku znajdującego się po zewnętrznej stronie świątyni, gdzie Rzymianie w czasie dni świątecznych utrzymywali straże i sprawowali nadzór nad świątynią. Rozgniewało to króla, a przede wszystkim prokuratora Festusa, który nakazał mur ten obalić. Żydzi jednak prosili aby im pozwolił wysłać w tej sprawie poselstwo do Nerona: woleliby bowiem raczej umrzeć, niż żeby jakaś część świątyni miała ulec zburzeniu. Uzyskawszy zgodę Festusa wysłali do Nerona dziesięciu obywateli z arcykapłanem Izmaelem. Neron, by dogodzić swojej żonie Poppei, która była prawdopodobnie żydowską prozelitką, pozwolił pozostawić tę budowlę.
Wyczerpany swymi wysiłkami Porcjusz Festus zmarł na służbie w 62. Czasowa nieobecność rzymskiej władzy doprowadziła do skrajnej anarchii. Dała też szansę arcykapłanowi Annaszowi synowi Annasza pozbycia się przeciwników, włącznie z Jakubem, bratem Jezusa Chrystusa, którego nakazał ukamienować. Następcą Festusa został po 3 miesiącach Albin Lucjusz, w lecie 62.

### Festus w Nowym Testamencie
Festus musiał zmierzyć się ze sprawą uwięzionego Pawła z Tarsu, którą jego poprzednik Antoniusz Feliks pozostawił w zawieszeniu. Po trzech dniach od objęcia urzędowania w prowincji udał się on z Cezarei do Jerozolimy. Tam najznakomitsi Żydzi wnieśli do niego skargę przeciwko Pawłowi i prosili aby kazał go przysłać do Jerozolimy ponieważ przygotowali zasadzkę, aby go zgładzić w drodze. Festus odpowiedział, że Paweł znajduje się pod strażą w Cezarei i że on sam wkrótce tam wyruszy. Spędził wśród nich więc nie więcej jak osiem lub dziesięć dni a następnie udał się z powrotem do Cezarei. Następnego dnia zasiadłszy do sprawowania sądu kazał przyprowadzić Pawła. Żydzi stawiali mu ciężkie zarzuty i Festus zapytał, czy nie zechciałby udać się do Jerozolimy i tam odpowiadać przed sądem w tych sprawach. Ponieważ jednak Paweł odwoływał się do wyroku Cesarza, Festus odpowiedział mu: Odwołałeś się do Cezara – do Cezara się udasz (Dz 25,12) i kazał go strzec, dopóki go nie odeśle do Nerona.
Po upływie kilku dni król Herod Agryppa II i Berenika przybyli do Cezarei by powitać Festusa. Gdy przebywali tam dłuższy czas, Festus przedstawił królowi sprawę Pawła. Jako że i Agryppa chciał go posłuchać, nazajutrz przybyli z wielką okazałością i weszli do sali posłuchań wraz z trybunami i najwybitniejszymi obywatelami miasta, a na rozkaz Festusa wprowadzono Pawła. Festus zrobił to ponieważ nie mógł napisać cesarzowi nic pewnego w jego sprawie, a tak po przesłuchaniu miałby co napisać. Paweł wygłosił długą mowę obronną, opowiadając m.in. o prześladowaniu, a następnie nawróceniu się na chrześcijaństwo. W końcu, gdy tak się bronił zawołał głośno Festus: Tracisz rozum, Pawle, wielka nauka doprowadza cię do utraty rozsądku. Nawet Agryppa II rzekł: Niewiele brakuje, a przekonałbyś mnie i zrobił ze mnie chrześcijanina (Dz 26,28).

### Opracowania
- Geza Vermes, Kto był kim w czasach Jezusa, Warszawa 2006, s. 79–80, ISBN 83-241-2481-0.
- Jewish Encyclopedia: FESTUS, PORCIUS